# Süddeutsche Fußballmeisterschaft 1901/02
Die süddeutsche Fußballmeisterschaft 1901/02 war der vierte vom Verband Süddeutscher Fußball-Vereine (VSFV) ausgetragene Wettbewerb. Meister wurde der Karlsruher FV. Ein Spielbetrieb in Spielklassen wurde vom süddeutschen Verband noch nicht organisiert, es gab weiterhin keine regionale Vorausscheidungen und jeder Verein der an der Meisterschaft teilnehmen wollte, musste sich bis zum 2. November 1901 beim Verband dafür anmelden. Der VFSV war lediglich für die überregionalen Endrundenspiele zuständig, die Mitgliederzahl stieg bis zum 31. Januar 1902 auf 23 Vereine. In einzelnen Städten wurden in lokalen Fußballverbänden oder auf Initiative von Vereinen Meisterschaften ausgespielt.

## Regionaler Spielbetrieb

### Main
Im Rhein-Main-Gebiet, insbesondere in Frankfurt und Hanau, hatte sich seit der Jahrhundertwende ein reger Spielbetrieb entwickelt. Zahlreiche Freundschafts- und Gesellschaftsspiele zwischen den Mannschaften sorgten dafür, dass immer neue Vereine entstanden, darunter im Jahr 1901 beispielsweise Kickers Offenbach, Germania Bieber und Viktoria Aschaffenburg sowie im Frankfurter Stadtteil Bockenheim der FV Amicitia, die FVgg 01 und der FC Germania (Vorgängervereine von Rot-Weiss Frankfurt). Der Frankfurter Association Bund organisierte wie schon im Vorjahr eine Stadtmeisterschaft, die der FC Victoria gewann. Der Bockenheimer Fußball-Bund spielte erstmals eine eigene Meisterschaft aus.

### Neckar, Pfalz, Mittelrhein
In der seinerzeit noch zu Bayern gehörigen Pfalz gewann der FC Palatia Kaiserslautern die inoffizielle Pfälzer Fußball-Meisterschaft. In Ludwigshafen war mit dem FC Revidia 1900 ein erster Verein entstanden und auch im nördlichen Vorort Frankenthal gab es mit dem FC 1900 einen Pionierverein, beide traten aber noch nicht nennenswert in Erscheinung. Auch der FC 1900 Kaiserslautern war noch weit vom Niveau der süddeutschen Spitzenmannschaften entfernt, wie das Ergebnis eines Freundschaftsspieles aus dem Jahr 1901 verdeutlicht: Der FC 1900 unterlag dem Karlsruher FV mit 0:29. In Mannheim war man hingegen schon weiter, es bemühte sich der lokale Mannheimer Fußball-Bund in diesem Jahr, auch Vereine aus der Umgebung in den Spielbetrieb zu integrieren – der Kleinverband zerbrach aber schon im April 1902 an internen Streitigkeiten.

### Schwaben, Baden, Elsass
Im Bezirk Württemberg nahmen in diesem Jahr neben den Stuttgarter Kickers mindestens noch die Vereine FC Stuttgart 1894 und FV Schwaben Stuttgart teil. Ergebnisse aus diesen Begegnungen sind nicht bekannt. Die Stuttgarter Kickers wurden Württembergischer Meister. Unter den vergleichsweise zahlreichen Vereinen in der badischen Residenzstadt Karlsruhe ragte der Karlsruher FV heraus, der im Vorjahr erstmals den süddeutschen Titel hatte erringen können und zu dieser Zeit als nahezu unbesiegbar galt. In der näheren Umgebung gab es mit dem 1. FC Pforzheim immerhin einen Verein, der dem KFV auf Augenhöhe begegnete. Am Oberrhein kämpften nach wie vor die drei Vereine Freiburger FC, Straßburger FV und FC Mühlhausen 1893 um die Vorherrschaft.

### Bayern

Die Fußballmannschaften des 1. FC Bamberg und des 1. FC Nürnberg (gestreifte Hemden) anlässlich der ersten Begegnung der beiden Vereine am 29. September 1901.

In München wurde zuerst eine inoffizielle Stadtmeisterschaft ausgetragen und vom FC Bayern München gewonnen. Danach wurde zusätzlich noch ein vom selben Verein gestifteter Bayern-Pokal ausgespielt, der wiederum den FC Bayern München als Sieger sah. Eine Teilnahme an der Endrunde um die Süddeutsche Meisterschaft gab es jedoch nicht.
Außerhalb Münchens gab es in nur wenigen Städten Fußballvereine. Der 1. FC Nürnberg war in Mittelfranken noch weitgehend konkurrenzlos, immerhin sorgte sein erstes offizielles Auftreten anlässlich der Gründung des 1. FC Bamberg am 29. September 1901 für Aufsehen. Über eine Beteiligung bayrischer Mannschaften an der Endrunde um die Süddeutsche Meisterschaft 1901/02 ist nichts bekannt.

## Endrunde
In der Endrunde setzte sich der in diesen Jahren in Süddeutschland überragende Karlsruher FV durch und sicherte sich damit bei der vierten Teilnahme zum zweiten Mal den Titel. Eine deutsche Meisterschaft wurde auch in diesem Jahr noch nicht ausgespielt, die erste vom DFB ausgerichtete Endrunde folgte erst in der Saison 1902/03.

### 1. Runde
| 1. Dezember 1901 | 1. Dezember 1901 | 1. Dezember 1901             | 1. Dezember 1901 | 1. Dezember 1901 |
| ---------------- | ---------------- | ---------------------------- | ---------------- | ---------------- |
| 1. Hanauer FC 93 | 2:0              | Frankfurter FC Victoria 1899 | Hanau            |                  |
| Darmstädter FC   | 10:1 1           | Frankfurter FC Germania 1894 | Offenbach        |                  |
| 1. FC Pforzheim  | 5:1              | Stuttgarter Kickers          | Pforzheim        |                  |
| Straßburger FV   | 2X:0 2           | Straßburger FC Donar         |                  |                  |

Wiederholungsspiele:
| Anfang 1902 und 9. März 1902 | Anfang 1902 und 9. März 1902 | Anfang 1902 und 9. März 1902 | Anfang 1902 und 9. März 1902 | Anfang 1902 und 9. März 1902 |
| ---------------------------- | ---------------------------- | ---------------------------- | ---------------------------- | ---------------------------- |
| Frankfurter FC Germania 1894 | 13:3 1                       | Darmstädter FC               |                              |                              |
| Frankfurter FC Germania 1894 | 3:1                          | Darmstädter FC               | Offenbach                    |                              |

### 2. Runde
| 15. Dezember 1901      | 15. Dezember 1901 | 15. Dezember 1901 | 15. Dezember 1901 | 15. Dezember 1901 |
| ---------------------- | ----------------- | ----------------- | ----------------- | ----------------- |
| Frankfurter FC Kickers | 1:5               | 1. Hanauer FC 93  | Frankfurt         |                   |
| Karlsruher FV          | 7:2               | Straßburger FV    | Karlsruhe         |                   |

### Halbfinale
| 23. Februar 1902             | 23. Februar 1902 | 23. Februar 1902 | 23. Februar 1902 | 23. Februar 1902 |
| ---------------------------- | ---------------- | ---------------- | ---------------- | ---------------- |
| Karlsruher FV                | 5:1              | 1. FC Pforzheim  | Karlsruhe        |                  |
| 23. März 1902                |                  |                  |                  |                  |
| Frankfurter FC Germania 1894 | 1:4              | 1. Hanauer FC 93 | Offenbach        |                  |

### Finale
| 6. April 1902    | 6. April 1902 | 6. April 1902 | 6. April 1902 | 6. April 1902 |
| ---------------- | ------------- | ------------- | ------------- | ------------- |
| 1. Hanauer FC 93 | 0:4           | Karlsruher FV | Offenbach     |               |

KFV: Wilhelm Langer – Guillaume François Zweerts, A. Holdermann – Karl Sauter, Ivo Schricker, Albert Alterheim – Fritz Gutsch, Louis Heck, Julius Zinser, Rudolf Wetzler, Otto Jüngling.